# 종산
종산(宗山)은 풍수지리학 상의 용어로, 혈(수맥)과 용(산맥)의 조화가 크게 이루어진 산을 말한다. '원고산'이라고도 하며 주로 큰 강을 끼고있는 높은 산을 말할 때 쓰인다. 한국의 대표적인 종산으로는 백두산, 지리산 등이 있다.